# Classe PR-72P
La classe PR-72P sono una serie di corvette di progettazione e costruzione francese in servizio nella Marina Peruviana. La classe è formata da sei corvette ordinate dal governo Peruviano alla SFCN, la Société Française de Construction Navale . Dopo l'accordo tre di queste unità vennero costruite negli stabilimenti dalla compagnia di Villeneuve-la-Garenne, mentre la costruzione delle altre tre unità venne subappaltata ai cantieri navali di Lorient.

## Storia
Nel 1976 la Marina de Guerra del Perú ordinò presso la Société Française de Construction Navale (SFCN) una serie di sei corvette appartenenti al modello La Combattante modificato, e designato PR-72P. Dopo la firma del contratto, tre di queste unità furono costruite negli stabilimenti dalla SFCN di Villeneuve-la-Garenne, mentre la costruzione delle altre tre unità fu subappaltata presso i cantieri navali di Lorient. Alle nuove unità vennero assegnate le matricole P-101 a P-106, e tutte e sei vennero consegnate tra il 1980 e il 1981. Successivamente designate corvette lanciamissili, le sigle ottiche vennero modificate da CM-21 a CM-26, con la sigla CM che indica Corbeta Misilera, che in spagnolo significa corvetta lanciamissili.

## Tecnica

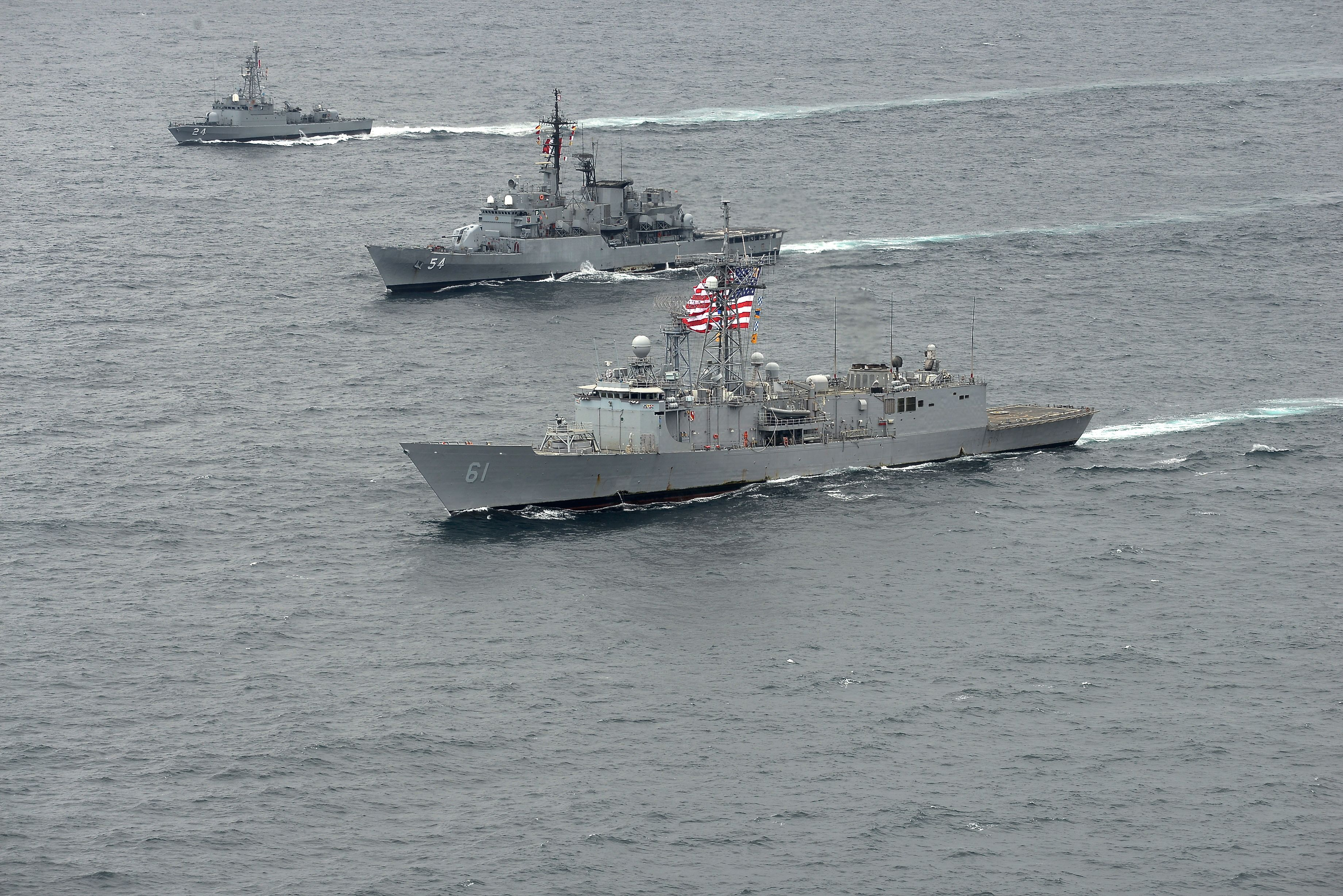
La fregata statunitense USS Ingraham (FFG-61) in navigazione insieme alla fregata peruviana BAP Mariátegui (FM 54) e alla corvetta BAP Herrera (CM 24) durante l'esercitazione UNITAS 2014.

Le unità tipo PR-72P sono delle grandi FACM (Fast Attack Craft Missile) con un dislocamento a pieno carico di 560 tonnellate. L'apparato motore è costituito da 4 Diesel SACM AGO 240V16 M7 eroganti la potenza di 17.424 CV per le unità CM-21, CM-23, e CM-25, e 4 diesel MTU 12V595 da 22.000 hp per le unità CM-22, CM-24, CM-26. Ogni motore aziona una singola elica. La velocità massima raggiungibile è pari a 30 nodi per le unità CM-21, CM-23, e CM-25, e 32 nodi per le CM-22, CM-24, CM-26.
L'armamento si basa su un cannone OTO-Melara Compatto cal. 76/62 mm posto a prua, un sistema antimissile CIWS Breda Dardo cal. 40/70 mm
posizionato a poppa, 4 lanciatori per Missili antinave Aérospatiale MM-38 Exocet posti in coppia sui due lati dello scafo, tra la sovrastruttura e il complesso CIWS poppiero, e un sistema per missili superficie-aria a guida IR SA-N-10 Igla, dotati di apparato di guida MGP-86. 
La dotazione elettronica comprende un radar di ricerca aerea e di superficie Thomson-CSF THD 1040 triton, un radar di navigazione Racal Decca BridgeMaster E, un sistema di controllo del tiro Thomson-CSF Vega II, un sistema di controllo del tiro Thomson-CSF Castor II, un sistema ottico direzione del fuoco CSEE Panda, e un sistema di contromisure elettroniche Thomson-CSF DR-2000.

## Impiego operativo
Nel 1998 è stato siglato un accordo tra la Marina de Guerra del Perù e la MTU ha sostituito l'apparato propulsore delle tre corvette della prima serie, che ora raggiungono la velocità massima di 36 nodi. Durante i grandi lavori effettuati verso la fine degli anni novanta del XX secolo è stato installato un sistema per missili superficie-aria a guida IR Igla-1E, dotati di apparato di guida MGP-86.

## Unità
| Marina de Guerra del Perú | Marina de Guerra del Perú | Marina de Guerra del Perú    | Marina de Guerra del Perú | Marina de Guerra del Perú |
| Matricola                 | Nome                      | Costruttore                  | Varo                      | Entrata in servizio       |
| ------------------------- | ------------------------- | ---------------------------- | ------------------------- | ------------------------- |
| CM-21                     | Velarde                   | Villeneuve-de-Garonne (SFCN) | 16 settembre 1978         | 25 luglio 1980            |
| CM-22                     | Santillana                | Villeneuve-de-Garonne (SFCN) | 11 settembre 1978         | 25 luglio 1980            |
| CM-23                     | De los Heroes             | Villeneuve-de-Garonne (SFCN) | 20 maggio 1979            | 17 novembre 1980          |
| CM-24                     | Herrera                   | Cantieri di Lorient          | 16 febbraio 1979          | 10 febbraio 1981          |
| CM-25                     | Larrea                    | Cantieri di Lorient          | 12 maggio 1979            | 16 giugno 1981            |
| CM-26                     | Sánchez Carrión           | Cantieri di Lorient          | 28 giugno 1979            | 14 settembre 1981         |

## Galleria d'immagini

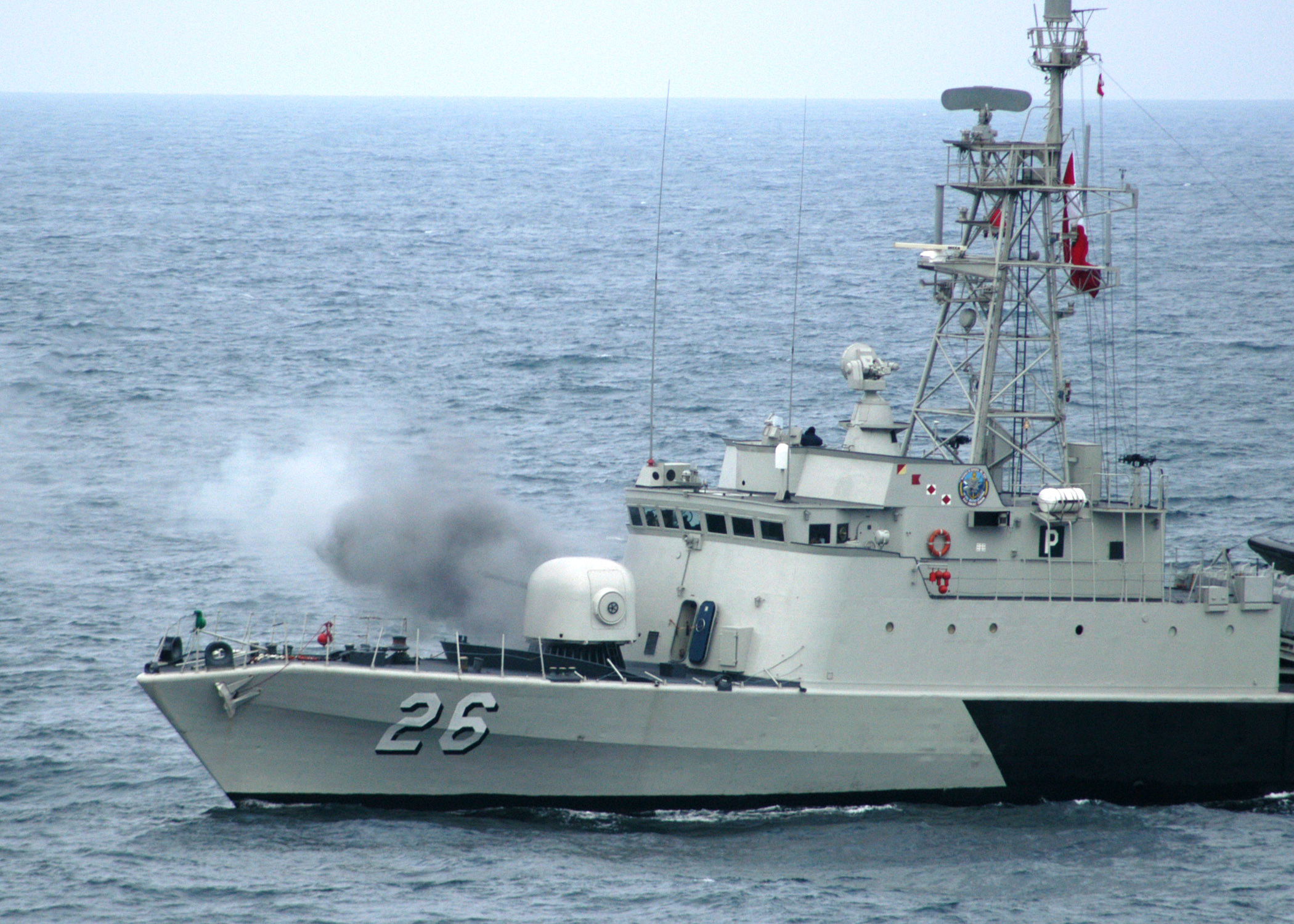
La corvetta Sanchez Carrion nel 2004 durante l'esercitazione UNITAS 45
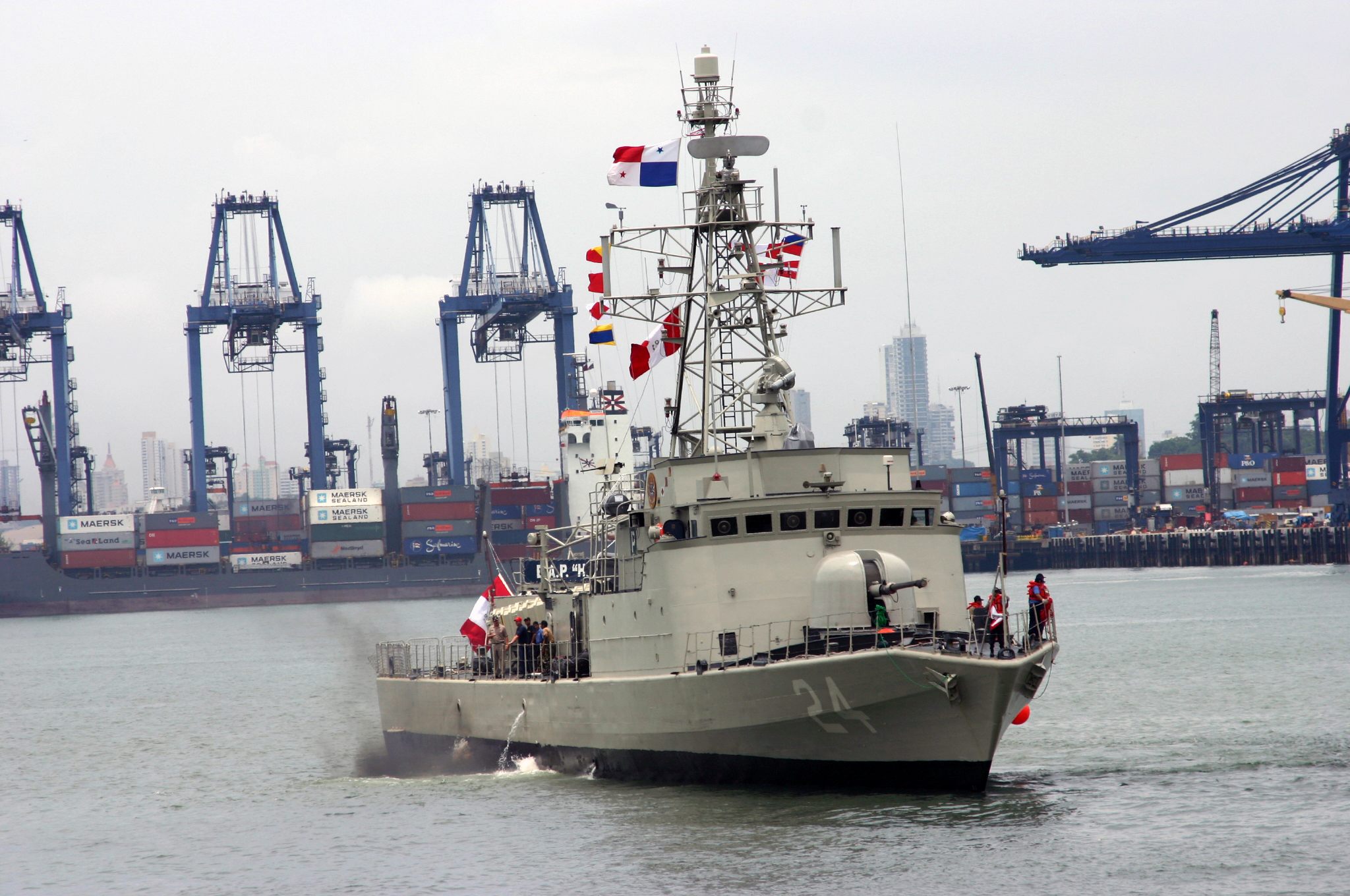
La corvetta Herrera durante l'esercitazione PANAMAX 2006
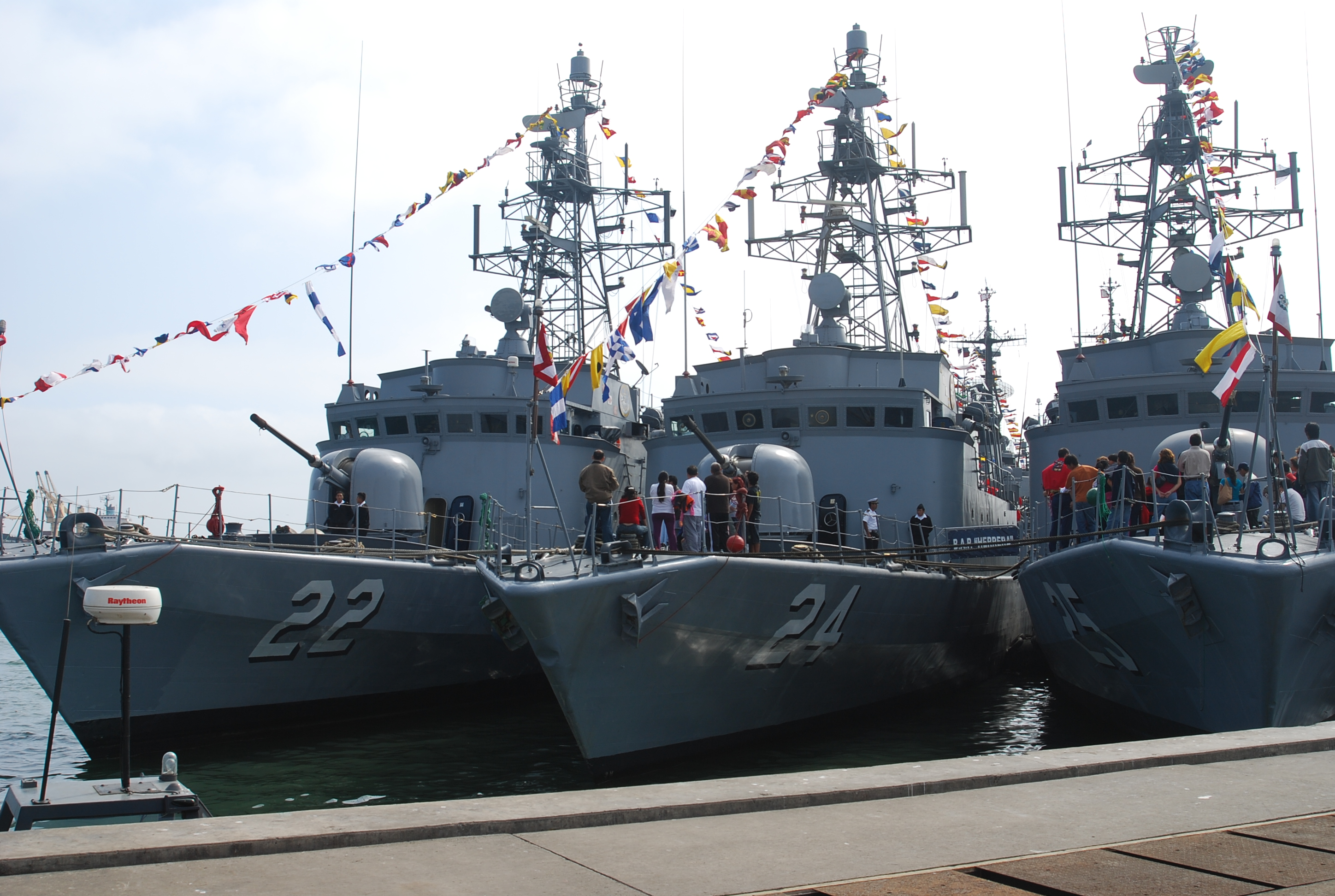
Le corvette Santillana, Herrera e Larrea all'ormeggio nella base di Callao

### Periodici
- Jani Gambelli, Il potenziamento della flotta peruviana, in Panorama Difesa, Firenze, ED. AI, novembre 2015,  pp. 54-61.